# دیوان کیفر کارکنان دولت
دیوان کیفر کارکنان دولت شاخه‌ای از دادگستری ایران بود که به جرم‌های کارکنان دولت رسیدگی می‌کرد. این دیوان در ۱۳۰۷ ه‍.خ ایجاد شد و در ۱۳۳۱ توسط حکومت محمد مصدق منحل گردید. سپس‌تر در ۱۳۳۴، دوباره تشکیل شد و سرانجام نیز پس از انقلاب اسلامی از دستگاه قضایی ایران حذف گردید. این دیوان در آغاز «دیوان جزای عُمّال دولت» نامیده می‌شد.

## صلاحیت دیوان کیفر کارکنان دولت
دیوان کیفر کارکنان دولت به سه دسته از جرایم رسیدگی می‌کرد:
- دستهٔ اول: کلیهٔ جرایم معاونان و مدیران کل وزارتخانه‌ها و معاونان نخست‌وزیر و رؤسای دانشکده‌ها و دانشگاه‌ها و مؤسسات عالی علمی دیگر که از طرف دولت یا با کمک مستمر دولت اداره می‌شدند و استانداران و فرمانداران و رؤسای ادارات استان‌ها و شهرستان‌ها و شهرداران مراکز شهرستان‌ها و رؤسا و مدیران و اعضای هیأت مدیره و هیأت عامل شرکت‌ها و مؤسسات و مدیران سازمان‌ها و مؤسسات مأمور به خدمات عمومی و کفیل یا قائم‌مقام هر یک از مقامات مذکور و رؤسا و مستشاران و دادستان دیوان محاسبات و دارندگان پایه‌های قضایی که به سبب شغل و وظیفه مرتکب می‌شدند.
- دستهٔ دوم: جرایم اختلاس و تصرف غیرقانونی و ارتشا و کلاهبرداری و جرایم موضوع مادهٔ ۱۵۳ مکرر (مادهٔ ۵۹۹ قانون مجازات اسلامی) و مادهٔ ۱۵۷ قانون مجازات عمومی (مادهٔ ۶۰۳ قانون مجازات اسلامی) به سبب شغل و وظیفهٔ سایر کارکنان سازمان‌ها و مؤسسات مذکور در دستهٔ اول و کارمندان و شهرداری‌ها و شهرداران غیرمراکز شهرستان‌ها در صورتی که مبلغ رشوه از ۳۰٬۰۰۰ ریال بیشتر می‌بود و نیز کلیهٔ جرایم در حکم اختلاس یا تصرف غیرقانونی یا کلاهبرداری این اشخاص به همین نحو رسیدگی می‌شد.
- دستهٔ سوم: رشا در صورتی که مرتشی یکی از اشخاص مذکور در دستهٔ اول یا میزان رشوه بیشتر از ۵٬۰۰۰ ریال بود.

## فهرست رئیسان کل دیوان کیفر کارکنان دولت
این افراد به ریاست کل دیوان کیفر کارکنان دولت رسیده اند:
- حسن فلسفی (شرف‌الملک) (۲۷ دی ۱۳۰۷–۱۱ فروردین ۱۳۰۸)
- علی‌اصغر زرین‌کفش (۱۲ فروردین ۱۳۰۸–۱۲ اسفند ۱۳۰۸)
- عبدالعلی لطفی[پانویس ۱] (۱ فروردین ۱۳۰۹–۲۹ اسفند ۱۳۱۲)
- جعفر جوان (۸ مهر ۱۳۱۳–۴ خرداد ۱۳۱۶)
- ضیاءالدین کیانوری[پانویس ۲] (۴ خرداد ۱۳۱۶–۲۳ مرداد ۱۳۲۰)
- حشمت‌الله قضائی[پانویس ۳] (۲۳ مرداد ۱۳۲۰–۴ خرداد ۱۳۲۱)
- علی‌اکبر موسوی‌زاده[پانویس ۴] (۴ خرداد ۱۳۲۱–۱۰ اسفند ۱۳۲۲)
- اسماعیل یکانی[پانویس ۵] (۱۴ اسفند ۱۳۲۲–۹ دی ۱۳۲۹)
- عبدالله معقول (۹ دی ۱۳۲۹–۴ دی ۱۳۳۰)
- امیرحسن حاجبی[پانویس ۶] (۲۵ دی ۱۳۳۰–۲۹ شهریور ۱۳۳۱)

در ۲۹ شهریور ۱۳۳۱ دیوان کیفر کارکنان دولت منحل می‌شود.
- دکتر باقر عاملی[پانویس ۷] (۲۰ خرداد ۱۳۳۴–۱۶ مهر ۱۳۳۵)
- جمال‌الدین سماوی (۱۶ مهر ۱۳۳۵–۳ مهر ۱۳۳۹)
- احمد فلاح رستگار[پانویس ۸] (۱۷ مهر ۱۳۳۹–۲۲ مهر ۱۳۴۹)
- سید محمد عریضی (۲۲ مهر ۱۳۴۹–؟)
- سید محمود هاشمی‌نژاد (؟–۱۳۵۷)